# Saharon Szelach
Saharon Szelach (hebr. שהרן שלח, en. Saharon Shelah) (ur. 3 lipca 1945 w Jerozolimie) – izraelski matematyk, profesor na Uniwersytecie Hebrajskim w Jerozolimie oraz Uniwersytecie Rutgersa w Stanach Zjednoczonych. Laureat wielu nagród, w tym Nagrody Wolfa z matematyki (2001).
Studiował na Uniwersytecie Telawiwskim, pracę doktorską obronił w 1969 na Uniwersytecie Hebrajskim w Jerozolimie. Zajmuje się logiką matematyczną, szczególnie teorią mnogości i teorią modeli.

## Osiągnięcia naukowe
Przykładowymi osiągnięciami Saharona Szelach są:
- w teorii mnogości:
  - zrewolucjonizowanie metody iterowanego forsingu przez wprowadzenie nowych własności pojęć forsingu (np. forsingów proper) i udowodnienie dużej liczby twierdzeń o zachowywaniu tych własności oraz wprowadzenie aksjomatu PFA,
  - teoria PCF, która pokazała, że pomimo nierozstrzygalności znacznej ilości kwestii w arytmetyce liczb kardynalnych (między innymi CH), wciąż można udowodnić wiele nietrywialnych konsekwencji ZFC,
- w teorii modeli: rozwój teorii klasyfikacji oraz hierarchii stabilności.

Izraelski naukowiec rozwiązał szereg znanych problemów, także w innych dziedzinach matematyki, na przykład:
- skonstruował grupę mocy {\displaystyle \aleph _{1},} która nie ma właściwych podgrup tej samej mocy,
- udowodnił, że problem Whiteheada jest nierozstrzygalny w ZFC,
- podał pierwsze pierwotnie rekurencyjne ograniczenie górne na liczby van der Waerdena V(C,N),
- rozszerzył twierdzenie Arrowa.

## Publikacje
Saharon Szelach jest jednym z najbardziej płodnych współczesnych matematyków teoretycznych. W kwietniu 2016 roku lista jego publikacji zawierała około 1080 artykułów naukowych, wiele z nich napisanych wspólnie z innymi matematykami. (Wśród mniej więcej 220 współautorów Szelacha znajduje się 14 matematyków urodzonych i wykształconych w Polsce.) Jest on autorem następujących monografii:
- Classification theory and the number of nonisomorphic models, North-Holland, 1978,
- Classification theory and the number of nonisomorphic models, North-Holland, wydanie drugie, 1990,
- Proper forcing, Springer, 1982,
- Around classification theory of models, Springer, 1986,
- Cardinal Arithmetic, Oxford University Press, 1994,
- Proper and improper forcing. Springer, 1998.